# Valter Skarsgård
Valter Odd Skarsgård (* 25. Oktober 1995 in Stockholm) ist ein schwedischer Schauspieler. Er gehört zur schwedischen Schauspielerfamilie Skarsgård.

## Familie und frühes Leben
Valter Skarsgård stammt aus der Schauspielfamilie Skarsgård als jüngstes der sechs Kinder von Stellan Skarsgård mit dessen erster Frau, der Ärztin My Skarsgård. Drei der vier älteren Brüder Alexander, Gustaf und Bill sind ebenfalls Schauspieler. Aus Stellans zweiter Ehe hat Valter zwei Halbgeschwister.
Mit acht Jahren, am frühesten von den Schauspielern der Familie, stand Valter 2003 zum ersten Mal vor der Kamera für den Kurzfilm Att döda ett barn, der von Alexander geschrieben und inszeniert wurde mit Stellan als Erzähler. Im selben Jahr verkörperte er im Film Detaljer eine jüngere Version der Rolle von Gustaf. In Arn – Der Kreuzritter von 2007 mit Stellan in einer Hauptrolle und Gustaf als Knut Erikson sind Bill und Valter als Söhne Knuts zu sehen.
Skarsgård spielte als Junge E-Gitarre und wollte Rockmusiker werden, weswegen er sich auf eine Musikhochschule beworben hatte. Weil er für die Prüfungen nicht gut genug war, entschied er sich stattdessen für einen Theaterstudiengang.

## Karriere
Skarsgårds Schauspielkarriere begann 2012/13 mit Hauptrollen in der Fernsehserie Portkod 1321 und in dem Film IRL als Schüler, der gemobbt wird. Ab 2016 spielte er in der Serie Black Lake. 2018 verkörperte er in dem Film Lords of Chaos den Metalmusiker Bård G. Eithun. Es folgten die Horrorfilme Funhouse und Don’t Click. Mit der Netflix-Serie Katla war er erstmals global zu sehen. Bei dem Streamingdienst erschien er auch in The Playlist und Ein Sturm zu Weihnachten. Seit Dezember 2021 spielt er in Kommissar Beck dessen Enkel. 2023 stellte er in einer Biopic-Serie den schwedischen Eishockeyspieler Börje Salming dar.

## Filmografie
- 2003: Att döda ett barn (Kurzfilm)
- 2003: Detaljer
- 2007: Arn – Der Kreuzritter (Arn – Tempelriddaren)
- 2008: Arn – The Kingdom at Road’s End (Arn – Riket vid vägens slut)
- 2012: Portkod 1321 (Fernsehserie, 6 Episoden)
- 2013: IRL
- 2014: Die Frauen der Wikinger – Odins Töchter (Dokumentation)
- 2016: Siv sover vilse
- 2016–2018: Black Lake (Svartsjön, Fernsehserie, 16 Episoden)
- 2017: Småstaden (Fernsehserie, 1 Episode)
- 2018: Lords of Chaos
- 2018: Innan vintern kommer
- 2018: Funhouse
- 2020: Mord im Mittsommer (Morden i Sandhamn, Fernsehserie, 2 Episoden)
- 2020: Don’t Click
- 2021: Katla (Fernsehserie, 5 Episoden)
- 2021: Zebrarummet (Fernsehserie, 8 Episoden)
- seit 2021: Kommissar Beck – Die neuen Fälle (Beck, Fernsehserie)
- 2022: The Playlist (Fernsehserie, 6 Episoden)
- 2022: Ein Sturm zu Weihnachten (A Storm for Christmas, Fernsehserie, 6 Episoden)
- 2023: Börje – The Journey of a Legend (Börje, Miniserie, 6 Episoden)
- 2024: STHLM Blackout (Fernsehserie, 3 Episoden)